# Torrellas
Torrellas es una localidad y municipio español situado en la parte occidental de la provincia de Zaragoza, en la comunidad autónoma de Aragón. Cuenta con una población de 231 habitantes (INE 2024).

## Geografía
Integrado en la comarca de Tarazona y el Moncayo, se sitúa a 89 kilómetros de Zaragoza. El término municipal está atravesado por la carretera N-122 entre los pK 89 y 90, además de por una carretera local que comunica con Los Fayos. La altitud oscila entre los 630 metros al sur, en el ascenso hacia la Sierra del Moncayo, y los 500 metros a orillas del río Queiles. El pueblo se alza a 570 metros sobre el nivel del mar.  
| Noroeste: Tarazona  | Norte: Tarazona                        | Noreste: Tarazona                      |
| Oeste: Tarazona     |                                        | Este: Tarazona y Santa Cruz de Moncayo |
| Suroeste: Los Fayos | Sur: Los Fayos y Santa Cruz de Moncayo | Sureste: Santa Cruz de Moncayo         |

Torrellas tiene un clima mediterráneo continental, frío en invierno y caluroso en verano.

## Historia

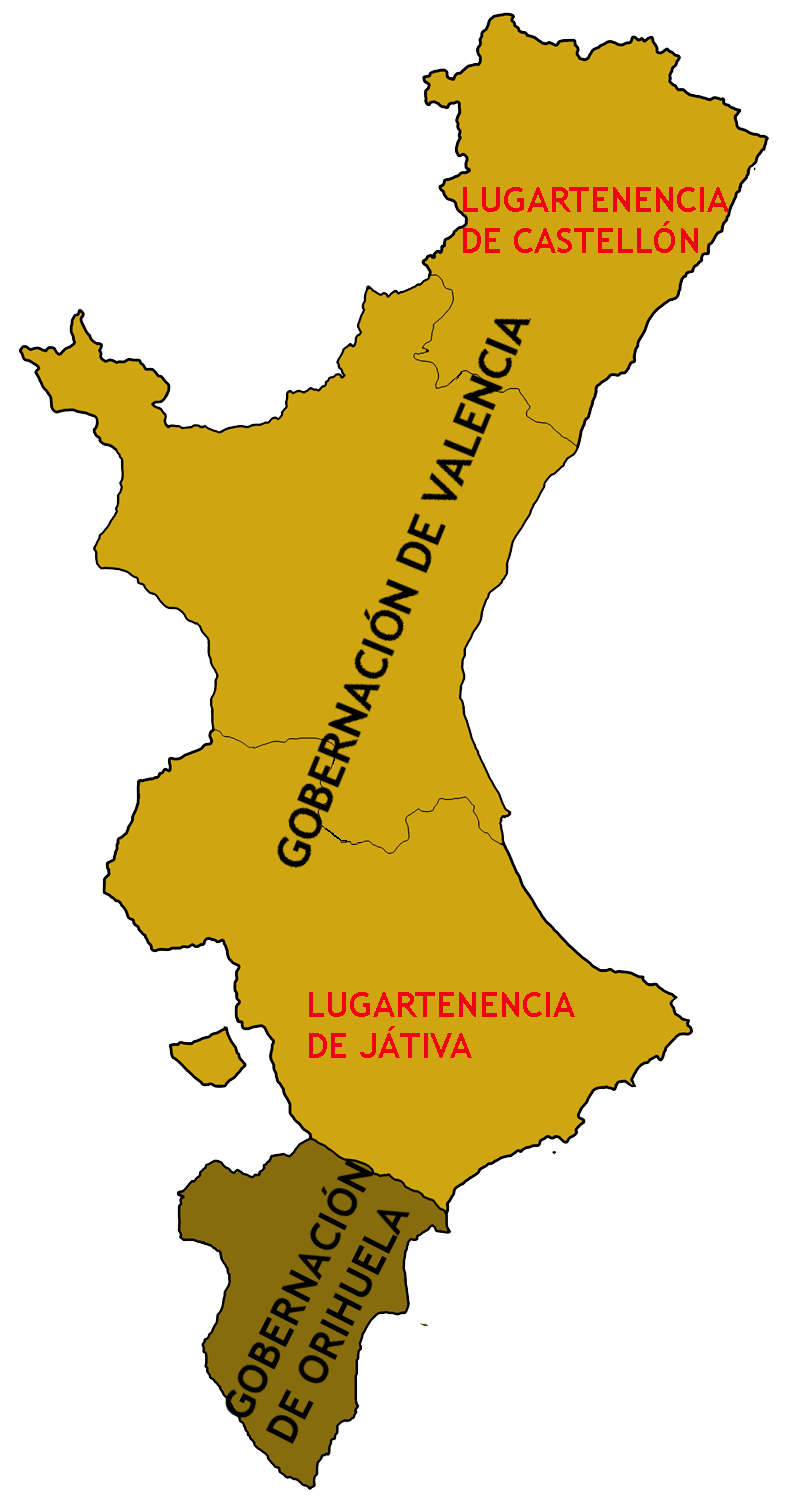
Descripción del Tratado de Torrellas

En Torrellas hay la posibilidad de que existiera un asentamiento celtibérico en la antigüedad, pero no se han encontrado vestigios romanos, ya que en el siglo XVIII se halló una inscripción en piedra con un texto celtibérico en la fachada de una casa. Esto unido al topónimo Lombacos, de clara raíz celta, hace pensar en la posibilidad de que existiera un asentamiento celtibérico en la antigüedad.
Torrellas estuvo en manos de señores feudales. En 1264 Jaime I donaba la villa y su castillo a García Romei, junto con las rentas reales de Bierlas, actual pueblo de Vierlas. A principios del siglo XIV pasó nuevamente a manos de la corona, que por donación real pasó a los Loriz. Por matrimonio, a fines del siglo XIV, de Isabel de Loriz con Pedro López de Gurrea recae el señorío en los de este último. No obstante, un documento episcopal de 1382, parece indicar que García López y Beltrán de Ribas ejercían conjuntamente el señorío sobre el lugar, pues a ambos se les reconocen los vasallos de Torrellas.
El 8 de agosto de 1304 se dictó allí la Sentencia Arbitral de Torrellas, donde se reunieron el rey Dionisio I de Portugal, el Arzobispo de Zaragoza, Jimeno de Luna, en representación de la Corona de Aragón, y el infante Juan de Castilla "el de Tarifa", representando a la Corona de Castilla. El propósito de la negociación era poner fin a las disputas existentes entre Castilla y Aragón con respecto a la posesión del reino de Murcia. Las cláusulas de la sentencia fueron aprobadas por los reyes Fernando IV de Castilla, Jaime II de Aragón, Dionisio I de Portugal y Muhammad III de Granada.
A principios del siglo XV, pasó a encabezar la Baronía de Torrellas, junto con Los Fayos y Santa Cruz de Moncayo, que continuó hasta la desamortización en manos de los duques de Villahermosa.
Su población musulmana destacó por ser excelentes artesanos y agricultores. Trabajaron la talla en madera y la taracea donde destacaron por su calidad, y en agricultura obtenían dos cosechas al año.
La expulsión de los moriscos se produjo el 12 de agosto de 1610 dejando el pueblo vacío, ya que fueron desterradas cerca de 2000 personas.

## Demografía
Torrellas cuenta con una población de 231 habitantes (INE 2024).
| Gráfica de evolución demográfica de Torrellas entre 1842 y 2021                                                     |
| |
| Población de derecho según los censos de población del INE Población de hecho según los censos de población del INE |

## Administración y política
| Período       | Alcalde                   | Partido |  |
| ------------- | ------------------------- | ------- |  |
| 1979-1983     | José Alzácar Almagro      | PCE     |  |
| 1983-1987     | África Usé Barrio         | PSOE    |  |
| 1987-1991     | África Usé Barrio         | PSOE    |  |
| 1991-1995     | África Usé Barrio         | PSOE    |  |
| 1995-1999     | Miguel López/Rita Lacarta | IU/PP   |  |
| 1999-2003     | Pilar Pérez Lapuente      | PSOE    |  |
| 2003-2007     | Pilar Pérez Lapuente      | PSOE    |  |
| 2007-2011     | Pilar Pérez Lapuente      | PSOE    |  |
| 2011-2015     | Pilar Pérez Lapuente      | PSOE    |  |
| 2015-2019     | Pilar Pérez Lapuente      | PSOE    |  |
| 2019-2023     | Pilar Pérez Lapuente      | PSOE    |  |
| 2023-presente | Pilar Pérez Lapuente      | PSOE    |  |

| Partido político    | Partido político                                   | 2003   | 2007   | 2011   | 2015   | 2019   |
| Partido político    | Partido político                                   | Ediles | Ediles | Ediles | Ediles | Ediles |
|                     | Partido de los Socialistas de Aragón (PSOE-Aragón) | 6      | 6      | 5      | 6      | 5      |
|                     | Partido Popular de Aragón (PP)                     | 1      | 1      | 2      | 1      | —      |
|                     | Partido Aragonés (PAR)                             | —      | 0      | 0      | 0      | 0      |
|                     | Chunta Aragonesista (CHA)                          | —      | 0      | 0      | —      | —      |
| Total de concejales | Total de concejales                                | 7      | 7      | 7      | 7      | 5      |

## Cultura

### Patrimonio

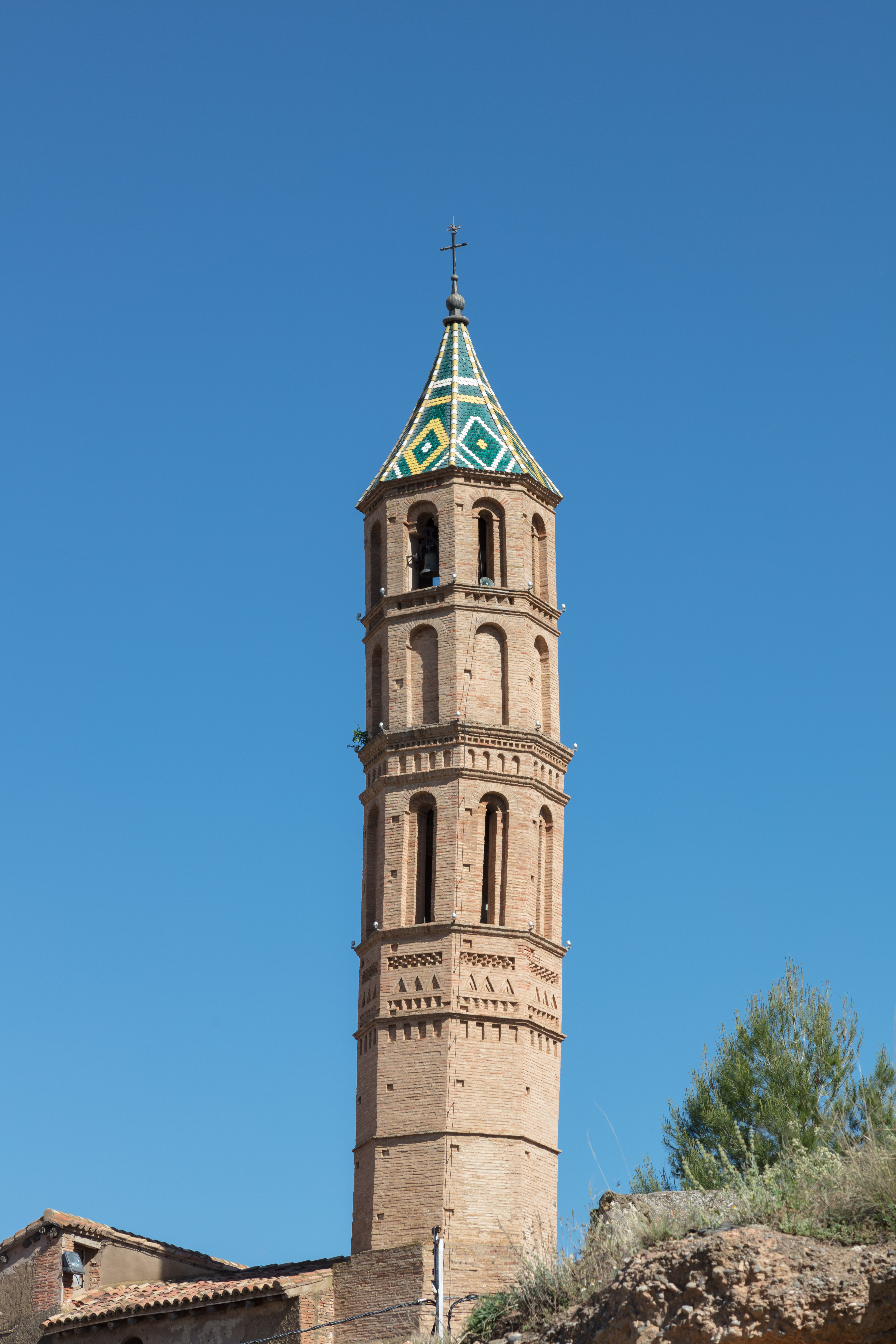
Torre de la iglesia de San Martín de Tours

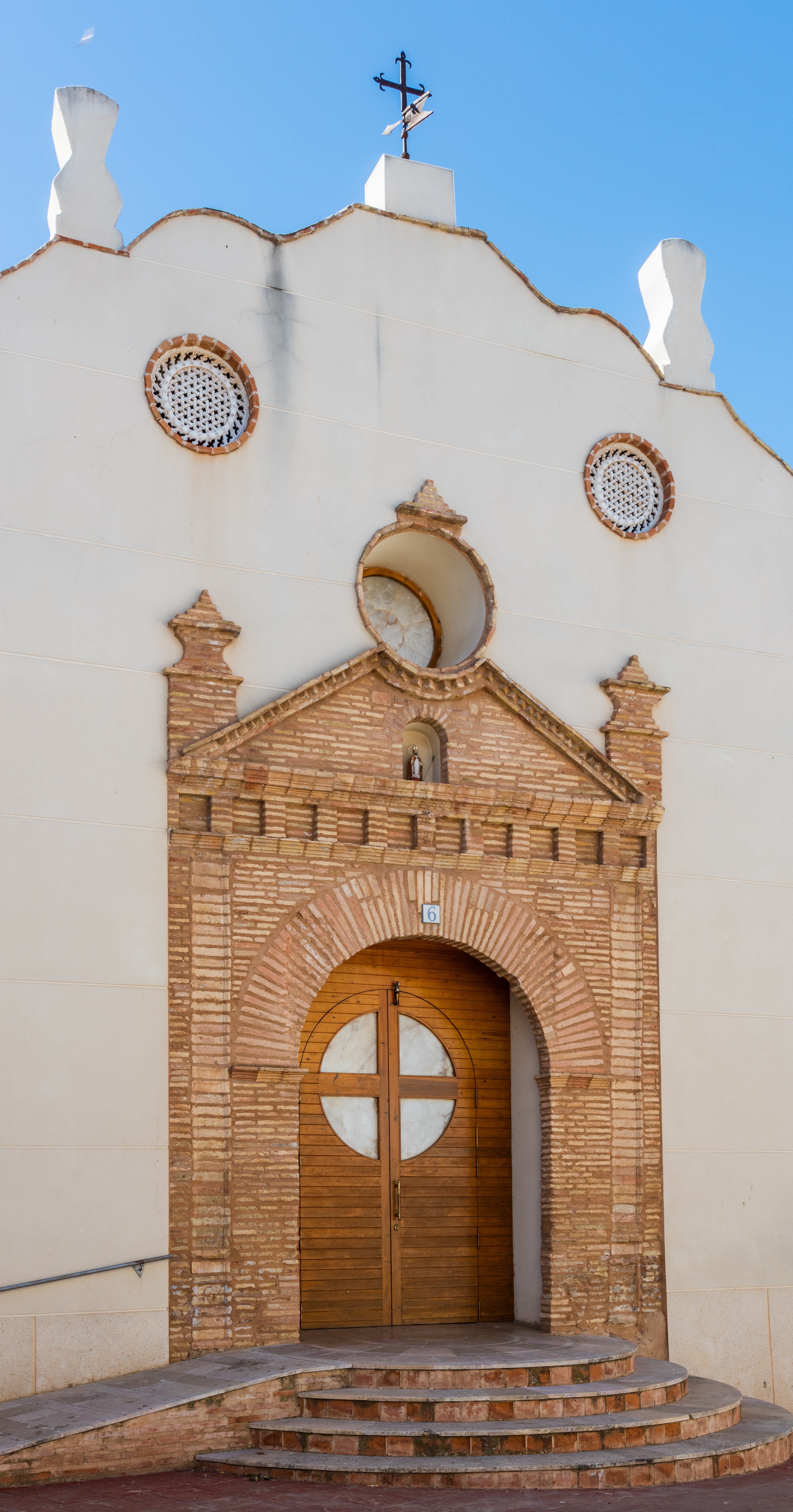
Iglesia de San Martín de Tours

- Iglesia parroquial de San Martín de Tours que conserva el cuerpo inferior de la antigua mezquita, la cual fue reformada en el siglo XVII para adaptarla al culto cristiano. Sobresale la torre de planta octogonal de estilo mudéjar.

- Castillo: sólo se conserva la torre del homenaje, incorporada a una antigua ermita que actualmente alberga almacenes. El edificio también albergaba un antiguo hospital de mediados del siglo XVIII, hoy en proceso de restauración.

- Plaza mayor. Se trata de una plaza porticada en la que antiguamente se celebraba el mercado. Llama la atención la fachada de la que fue residencia de los duques de Villahermosa.

- Centro de Interpretación La Huella del Islam, que nos permite acercarnos al legado musulmán que alberga la comarca.[3]

### Fiestas
- 17 de enero san Antón. Hoguera.
- Febrero: San Blas y Santa Águeda

Carnavales con desfile y charanga
- Martes Santo y Jueves Santo procesión
- Junio romería de la Dula

Pascua de Pentecostés, santo Cristo del Prodigio
- Julio cultural
- Septiembre

14 Santo Cristo del Prodigio
15 de septiembre, 12 de noviembre y 4 de diciembre Santa Bárbara
11 noviembre, san Martín de Tours